# 그들이 죽었다
"그들이 죽었다"는 2015년에 개봉한 대한민국의 영화이다.

## 캐스팅
- 김상석 : 상석 역
- 이화 : 화 역
- 백재호 : 재호 역
- 김태희 : 태희 역
- 노유주 : 유주 역
- 강민욱 : 민욱 역
- 김재록 : 재록 역
- 권성모 : 성모 역
- 한상훈 : 동네주민 역
- 길하라 : 종업원 역
- 이윤희 : 예언녀 역
- 반소영 : 소영 역
- 이세욱 : 세욱 역
- 차영남 : 학교 후배들 역
- 조수향 : 학교 후배들 역
- 정연주 : 학교 후배들 역
- 손지애 : 학교 후배들 역
- 박성국 : 학교 후배들 역
- 이국호 : 희롱남 역
- 이철 : 노래방남 역
- 박수찬 : 연습생 1 역
- 박상민 : 연습생 2 역
- 안정인 : 연습생 3 역
- 박신우 : 연습생들 역
- 기선주 : 연습생들 역
- 김태현 : 연습생들 역
- 전유나 : 연습생들 역